# ウスチ＝ユリベイ
ウスチ＝ユリベイ (ロシア語: Усть-Юрибей)とは、ロシア連邦ヤマロ・ネネツ自治管区ヤマル地区にかつて存在した村。人口は0人（2010年）。